# 夜幕低垂 (小說)

《夜幕低垂》台灣中文版封面（天下文化）

夜幕低垂又译日暮或夜幕降临，原本是美國作家以撒·艾西莫夫的短篇科幻小說《夜歸》（Nightfall，英文名稱相同），1941年《驚奇科幻》雜誌（Astounding Science Fiction）的主編約翰·W·坎貝爾（John W. Compbell, Jr）在看到愛默生的一段文字“設若蒼穹繁星，千年僅得一見，試問世間凡人，又當如何讚嘆，且將這片刻記憶，千秋萬代流傳？”，他請當時年僅21歲的艾西莫夫將它寫成一篇短篇小說《夜歸》，在1968年被美國科幻和奇幻作家協會（Science Fiction Writers of America）票選為「史上最佳科幻短篇小說」。這部科幻短篇是阿西莫夫的第32部作品。
艾西莫夫晚年健康狀況甚差，到最後根本無力編寫長篇小說，出版商遂建議他選出最心愛的中短篇科幻小說當骨架，和羅伯特·西爾柏格（Robert Silverberg）合作，將《夜歸》、《醜小孩》（The Ugly Little Boy）《雙百人》（The Bicentennial Man）擴充成長篇科幻小說《夜幕低垂》，並於1990年出版。

## 劇情簡介
故事內容是凱葛星球的天空有著六個太陽——火精（Onos）、赤蓋（Dovim）、金鉦（Tano）、金鑼（Sitha）、曦軒（Trey）、曦輪（Patru），各依不同週期此起彼落，星球上的居民一生中從沒有遇過黑夜。
薩羅大學天文學系助理教授預測出了日蝕（黯黮）的時間，每2049年一次的「夜幕低垂」，會失去幾小時的光明；「秘教寶典」記錄著世界末日的事實，與記載不謀而合的事逐一的發生；考古學家挖出了古代遺跡，證明星球之前曾有極致文明的存在，激烈的光明使徒宣稱：“每隔2049年便降下天火而一切焚燬”。於是星球上的人類一步一步走上預言、進入宿命的軌道，艾西莫夫逐一描繪夜幕低垂過程中的人心演變，2049年一次的文化摧毀，由恐懼衍生出種種暴行。日蝕（黯黮）的來臨，讓星球上的人類第一次見到了滿天星斗，了解到自我渺小的存在。人們因衝擊、恐懼而陷入瘋狂，因懼怕而舉起了火焰，此時烽煙四起，衍生出種種暴行。

## 典故和其它作品的引用
2010年, 《自然》杂志发表了Eric James Stone一篇文章《史上最偉大的科幻小說》（英語：The Greatest Science-Fiction Story Ever Written），當中提及《夜幕低垂》。

## 外部連結
- 艾西莫夫官方網頁 （页面存档备份，存于）